# Симаново
Си́маново (рос. Симаново) — присілок у складі Топкинського округу Кемеровської області, Росія.
Стара назва — Симоново.

## Населення
Населення — 176 осіб (2010; 236 у 2002).
Національний склад (станом на 2002 рік):
- росіяни — 91 %